# 69 Orionis
Désignations
69 Orionis (en abrégé 69 Ori), également désignée f1 Orionis, est une étoile de la constellation d'Orion, située à quelques degrés au nord de Xi Orionis. Elle est visible à l'œil nu avec une magnitude apparente de 4,92. D'après la mesure de sa parallaxe annuelle par le satellite Gaia, l'étoile est distante d'environ ∼ 650 a.l. (∼ 199 pc) de la Terre. Elle s'éloigne du Système solaire à une vitesse radiale d'environ +22 km/s. D'après Bouy et Alves (2015), elle est membre du Taurion, une association d'étoiles massives de type O et B âgée de 10 à 40 millions d'années.
69 Orionis est une étoile bleu-blanc de la séquence principale de type spectral B5Vn, avec le suffixe « n » indiquant que son spectre présente des raies élargies (« nébuleuses ») en raison de sa rotation rapide. L'étoile montre en effet une vitesse de rotation projetée de 285 km/s, et sa vitesse critique — c'est-à-dire le seuil au-delà duquel la matière située à l'équateur serait éjectée par la force centrifuge due à sa rotation — est de 476 ± 37 km/s ; son axe polaire est incliné de 64 ± 16°. Il s'agit d'une étoile Be connue, qui a toutefois commencé à se comporter comme une étoile de type B normale à partir de novembre 1982, perdant ses raies en émission caractéristiques des étoiles Be. Elle est 6,4 fois plus massive que le Soleil et son rayon est 3,4 fois plus grand que le rayon solaire. L'étoile est autour de 1 442 fois plus lumineuse que le Soleil et sa température de surface est de 17 090 K.